# Aérodrome Agostinho-Neto
Ne doit pas être confondu avec Aéroport international Agostinho-Neto.
L'aérodrome Agostinho-Neto (code IATA : NTO • code OACI : GVAN) est un petit aérodrome désaffecté du Cap-Vert qui desservait la ville de Ponta do Sol au nord de l'île de Santo Antão, elle-même située dans le groupe des îles de Barlavento, au nord de l'archipel. Il porte le nom du premier président de la République populaire d'Angola, Agostinho Neto qui, quand il devait encore lutter pour l’indépendance de sa nation, fut déporté par les autorités portugaises et vécu pendant un certain temps, dans les années 1960, à Ponta do Sol. 
En raison de la présence de vents latéraux dangereux et de la fréquence de conditions météorologiques locales trop mauvaises pour autoriser le vol à vue, l’aérodrome est désaffecté depuis la fin des années 1990. Un nouvel aéroport est en projet à Ponte Sul, à sept kilomètres de Porto Novo.